# 喜びの唄
「喜びの唄」（よろこびのうた）は2003年3月5日に発売された斉藤和義23作目のシングル。

## 解説
前作から3ヶ月振り、アルバム「NOWHERE LAND」の先行シングル。
本作のミュージック・ビデオにはブレイク前のマツコ・デラックスが出演している。出演の経緯について斉藤は「全然知り合いじゃなかったんですけど、マツコさんが当時初めて出版した本をたまたま読んでて、それがすごく面白くて、この方に出ていただきたいんですけどと言って出てもらったんです」と語っている。

## 収録曲
全曲　作詞・作曲・編曲：斉藤和義
1. 喜びの唄（5:27）[3]
2. イレズミ（Private Mix）（5:47）[3]